# Юрген, Ян Янович
Ян Янович Юрген (латыш. Jānis Jurgens, 1900 — 1983) — советский хозяйственный, государственный и политический деятель.

## Биография
Родился в 1900 году. Член ВКП(б) с 1919 года.
С 1919 года — в РККА, затем преподаватель Коммунистического университета национальных меньшинств Запада имени Ю. Ю. Мархлевского, Высшей школы НКВД СССР, заведующий кафедрой политической экономии Московского дорожного института. После присоединения Латвии к СССР — инструктор Отдела школ ЦК КП(б) Латвии, ректор Латвийского государственного университета, заведующий кафедрой Московского фармацевтического института, руководитель Лекторской группы ЦК КП(б) Латвии, 3-й секретарь ЦК КП(б) Латвии, декан экономического факультета, проректор, ректор Латвийского государственного университета.
Избирался депутатом Верховного Совета СССР 2-го и 3-го созывов.
С 1964 года на пенсии. Умер в 1983 году.